# Farnham (Yorkshire du Nord)
Pour les articles homonymes, voir Farnham.
Farnham est un village et une paroisse civile du Yorkshire du Nord, en Angleterre.